# Экономический и валютный союз Европейского союза

Экономический и валютный союз Европейского союза
Участники еврозоны
Участник ERM II с послаблениями в вопросе евро
Участники — члены ERM II
Остальные члены ЕС

Экономический и валютный союз (ЭВС) — общий термин, охватывающий комплекс программ, направленных на сближение экономик государств — членов Европейского союза в три этапа. В ЭВС входят 20 стран еврозоны и 7 стран, не использующих евро. Чтобы вступить в зону евро, государство-участник должно соответствовать определённым критериям и находиться в «третьей стадии ЭВС», в связи с чем «третья стадия ЭВС» стала синонимом самой еврозоне.
Все государства — участники Европейского союза (ЕС), за исключением Дании, пришли к соглашению о вступлении в «третью стадию». Для стран, желающих присоединиться к Европейскому союзу, существует ряд обязательных условий, Копенгагенских критериев, включающих в себя обязательные требования и срок для их выполнения. Важной составляющей является необходимость участия в течение двух лет в механизме валютных курсов (англ. ERM II), в котором кандидат должен обеспечивать фиксированный обменный курс к евро.
20 государств — участников Европейского союза, включая Хорватию с 1 января 2023 года, вошли в «третью стадию ЭВС», то есть приняли евро в качестве основной валюты. Дания находится на стадии участия в механизме валютных курсов: она получила специальные исключения в договорах Европейского союза, позволяющие оставаться участником механизма валютных курсов без обязанности вступать в «третью стадию ЭВС». Остальные, не входящие в зону евро государства-участники (Швеция, Польша, Чехия, Венгрия, Румыния и Болгария) перейдут по соглашению в «третью стадию», когда будут соответствовать всем критериям конвергенции. А до тех пор они продолжают пользоваться национальной исторической валютой.

## История
Первые идеи экономического и валютного союза в Европе появились ещё до создания Европейских сообществ. К примеру, уже в 1929 году Густав Штреземан в Лиге Наций просил ввести единую европейскую валюту на фоне нарастания экономического деления, вызванного образованием большого количества новых национальных государств в Европе после Первой мировой войны.
Первая попытка создать экономический и валютный союз между членами Европейских сообществ была предпринята по инициативе Европейской комиссии, изложившей потребность в более тесной координации экономической политики и валютного сотрудничества. Главами государств или правительств на саммите в Гааге в 1969 году было решено составить поэтапный план создания экономического и валютного союза к концу 1970-х.
В октябре 1970 года экспертная группа под председательством премьер-министра и министра финансов Люксембурга Пьера Вернера представила первый согласованный проект создания экономического и валютного союза в 3 стадии (План Вернера). Однако проект испытал серьёзные неудачи из-за кризисов, последовавших в результате неконвертируемости доллара США в золото в августе 1971 года (крах Бреттон-Вудской системы) и роста цен на нефть в 1972 году. Попытка ограничить колебание европейских валют с помощью европейской валютной змеи провалилась.
Обсуждение идеи ЭВС возобновилось на Ганноверском саммите в июле 1988 года. Разработкой нового пошагового плана создания экономического валютного союза занялся специально созданный комитет глав центральных банков 12 стран-участниц во главе с председателем Европейской комиссии Жаком Делором (комитет Делора).
Доклад Делора 1989 года определил план введения ЭВС в три этапа, предполагающий также создание таких институтов, как Европейская система центральных банков (ЕСЦБ), которая обрела исключительное право определения кредитно-денежной политики.
Внедрение экономического и валютного союза произошло в три этапа:

### Первый этап: 1 июля 1990 — 31 декабря 1993
- 1 июля 1990 года происходит либерализация движения капиталов внутри Европейского экономического сообщества за счет отмены валютного контроля.
- Маастрихтским договором 1992 года закреплено в качестве обязательной цели создание ЭВС, определены экономические критерии конвергенции касательно уровня инфляции, государственных финансов, процентных ставок и стабильности обменного курса.
- Соглашение вступило в силу 1 ноября 1993 года.

### Второй этап: 1 января 1994 — 31 декабря 1998
- Основан Европейский валютный институт, предшественник Европейского центрального банка, с целью наблюдения за Европейской валютной единицей (ЭКЮ) и укрепления экономического сотрудничества между государствами-участниками и их национальными банками.
- 16 декабря 1995 доработаны детали, такие как название новой валюты (евро) и продолжительность переходных этапов.
- 16-17 июня 1997 Европейский совет принимает решение об утверждении Пакта стабильности и роста, разработанного в качестве гарантии обеспечения бюджетной дисциплины после создания евро. Для обеспечения стабильности евро и национальных валют страны, ещё не вошедших в зону евро, создан новый механизм валютных курсов (ERM II)
- 3 мая 1998 в Европейском совете в Брюсселе определены 11 стран, которые первыми войдут в «третью стадию» с 1 января 1999 года.
- 1 июня 1998 создан Европейский центральный банк (ЕЦБ). 31 декабря 1998 определены обменные курсы между 11 участвующими валютами и установлен евро.

### Третий этап: с 1 января 1999 по настоящее время
- С начала 1999 евро стал уже реальной валютой. Введена единая кредитно-денежная политика под руководством ЕЦБ. Начинается трехлетний период перед введением банкнот и монет евро, однако формально валюты стран-участниц уже прекратили существование.
- 1 января 2001 года Греция перешла на евро.
- 1 января 2002 года введены банкноты и монеты евро.
- 1 января 2007 года Словения перешла на евро.
- 1 января 2008 года Кипр и Мальта перешли на евро.
- 1 января 2009 года Словакия перешла на евро.
- 1 января 2011 года Эстония перешла на евро.
- 1 января 2014 года Латвия перешла на евро.
- 1 января 2015 года Литва перешла на евро.
- 1 января 2023 года Хорватия перешла на евро.

## Критика
Ведутся дебаты о том, составляют ли страны еврозоны оптимальную валютную зону.
Кроме того, в связи с тем, что членство в еврозоне предполагает единую кредитно-денежную политику, отдельные государства-участники больше не могут действовать независимо, препятствуя печатанию денег с целью расплаты с кредиторами и снижения риска дефолта. Из-за эмиссии валюта страны обесценивается среди торговых партнеров еврозоны, дешевеет экспорт, но, в принципе, приводит к улучшенному торговому балансу, приросту ВВП и более высоким налоговым поступлениям номинально.

## Идеи подлинного экономического и валютного союза
Полагая, что однозначный курс на жесткую экономию не смог решить проблему кризиса евро, Франсуа Олланд поднял вопрос о реформе структуры еврозоны. Усиленная работа над планами в целях завершения существующего ЭВС для корректировки экономических ошибок и социальных кризисов вскоре добавила в новую концепцию ключевое слово «подлинный» ЭВС. Так или иначе, исправление дефектной структуры Маастрихтской валюты посредством введения бюджетного обеспечения Европейского союза, общественного управления долгами и полностью интегрированного банковского союза, видимо, в настоящее время бесперспективно. Кроме того, широко распространены опасения, что укрепление возможности Союза вмешиваться в дела государств-участников еврозоны и внедрять гибкие рынки труда и заработную плату могло бы составить серьёзную угрозу для европейского общества.